# Cílaces
Cílaces (em latim: Cylaces ou Gylaces) foi oficial do Reino da Armênia que fugiu ao Império Sassânida e foi acolhido pelo xá Sapor II (r. 309–379). Foi enviado por Sapor para capturar Artogerassa, onde a rainha-mãe armênia Farranzém e seu filho Papa estavam abrigados, mas desertou e ajudou Papa a fugir. Noel Lenski e Cyril Toumanoff pensam que o hair Glaces (em armênio: Գլակ; romaniz.: Głak) citado por Fausto, o Bizantino pode ser associado a Cílaces. Toumanoff também o liga, a partir de referência presente na obra de Fausto, ao grão-camareiro anônimo (somente identificado como o título de hair) ativo nos reinados de Tigranes VII (r. 339–350) e Ársaces II (r. 350–368).

## Vida

### Segundo Amiano Marcelino

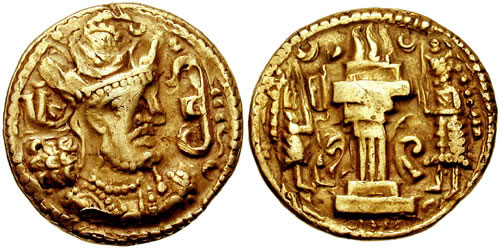
Dinar de r.

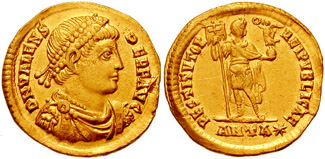
Soldo de Valente r.

Era eunuco e havia sido prefeito da gente na Armênia. Desertou com Arrabanes ao Império Sassânida e foi com este acolhido pelo xá Sapor II (r. 309–379), que em 368 os envia à Armênia para governar o país e destruir Artogerassa, onde a rainha-mãe Farranzém e seu filho Papa estavam se escondendo. Não lograram tomar Artogerassa devido às condições climáticas e sua posição. Cílaces, por "ser hábil no bajular como uma mulher" segundo Amiano Marcelino, consegue garantias de que não seria ferido e se aproxima dos muros com Arrabanes. Depois, convence-os a deixá-los entrar, sob alegação de que com uma rápida rendição apaziguariam a natureza violenta de Sapor, que era homem de crueldade sem precedentes.
Nos eventos subsequentes, Papa consegue fugir ao Império Romano e o imperador Valente (r. 364–378) acolhe-o em Neocesareia, enquanto Cílaces e Arrabanes ajudam os sitiados a derrotar o exército persa. Enviam emissários a Valente pedindo que ajudasse e apoiasse Papa como rei, mas a ajuda não foi prestada e Papa foi devolvido junto do general Terêncio para governar o reino, mas sem emblemas reais. Ao saber disso, Sapor reuniu forças maiores e começou a devastar a Armênia. Papa, Cílaces e Arrabanes, temerosos e cientes de que não haveria ajuda, refugiam-se nas altas montanhas que separavam o Império Romano de Lázica.
Permanecem escondidos por cinco meses em bosques profundos e desfiladeiros de montanhas, escapando de várias tentativas de Sapor para encontrá-los. Sob pretexto de uma aliança futura, Sapor repreendeu Papa através de mensageiros secretos, alegando que era escravo de Cílaces e Arrabanes sob a aparência de poder real. Papa, precipitadamente, mata-os e envia suas cabeças para Sapor em Ctesifonte como sinal de submissão. Noel Lenski pensa que Cílaces pode ser associado ao Glaces citado por Fausto, o Bizantino; Cyril Toumanoff concorda e corrige seu nome para Gílaces. Nicholas Adontz também concorda com a identificação.

### Segundo Fausto, o Bizantino

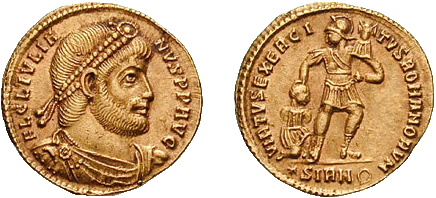
Soldo de r.

A campanha persa de Juliano

Toumanoff considerou que o hair do tempo de Tigranes e Ársaces fosse Glaces (associado ao Cílaces de Amiano Marcelino) citado durante o reinado de Papa (r. 370–374). De acordo com Fausto, o Bizantino, em 352, quando Isaque foi feito católico, o clérigo foi confiado aos cuidados do hair que, juntamente com dez nacarares, levou-o a Cesareia Mázaca para ser consagrado. Depois, designado por Fausto como eunuco, homem de coração amaldiçoado e malfeitor malicioso, causou a morte de vários nacarares que não cometeram crime algum, em especial das famílias Restúnio e Arzerúnio. Matou quase os clãs inteiros, inclusive mulheres, mas os varões Tazates Restúnio e Savaspes Arzerúnio foram salvos por Vasaces I e Artavasdes II; Moisés de Corene alegou que o expurgo foi feito por ordem do rei pela insubordinação de Zora Restúnio, tio de Tazates, que devia lutar com o imperador Juliano (r. 361–363) em sua invasão ao Império Sassânida de Sapor II em 363.
Em 353, após Narses (r. 353–373) ser eleito católico, o hair e outros nobres levaram-no a Cesareia para ser consagrado. Segundo Fausto, nesse tempo o hair era alegadamente mais amaldiçoado e moralmente tolo e mais ímpio e injusto que quaisquer grão-camareiros (hair) anteriores e tal como no tempo de Tigranes, sob Ársaces cometeu maldades. Quando Narses viajava pela Armênia visitando seus distritos, o hair foi a seu principado e decidiu ir aos lugares santos de Astisata para orar e receber a bênção de Narses. Chegando, Narses e o hair abençoaram um ao outro e o hair perambulou da residência episcopal às capelas dos santos. Quando voltou, entrou na sala de jantar, sentou-se e começou a comer e beber. Quando estava saciado e bêbado, falou arrogante e presunçosamente, insultando o rei Tiridates III (r. 298–330) e os reis mortos e vivos da dinastia arsácida:
| “ | Por que locais como esse foram dados não a homens, mas pessoas vestidas com trajes de mulheres? Devemos demolir esses lugares, pois uma mansão real deveria ser construída aqui. E se eu, hair-mardepetes, retornar vivo ao rei, substituirei o que está aqui, removerei as pessoas daqui e construirei um aposento real. | ” |

Narses retrucou e o hair deixou os lugares sagrados. Desceu ao longo do rio Eufrates, até um vale denso com florestas de ameixoeiras selvagens, perto da confluência dos dois rios onde antes o rei Sanatruces I (r. 88–110) construíra Nísibis. Ali, quando o hair estava numa carroça viajando na estrada, Savaspes Arzerúnio se aproximou e contou uma história fictícia de que viu um urso branco. O hair se encantou e foi convencido a montar num corcel para procurá-lo. Entraram na floresta e esperaram e quando estavam nos arbustos, Savaspes ficou um pouco para trás e atingiu-o com uma flecha. Fausto alega que o hair pereceu, mas por associá-lo a Glaces, Toumanoff cogita que ainda estava vivo depois disso.
Segundo Fausto, o general romano Terêncio e o armênio Musel I Mamicônio deixaram Glaces como hair e guardião da fronteira em Ganzaca com 30 mil lanceiros. Ele enviou mensagem a Sapor II prometendo trair Papa, Terêncio e Musel e o xá enviou-lhe grande quantidade de dinheiro como presente. Porém, outros nacarares como Genelo Anzevaci secretamente informaram Papa sobre isso. Papa ordenou que Glaces entregasse suas tropas a Genelo e fosse vê-lo, pois pretendia entregar-lhe a Sapor para servi-lo. Glaces pensou que seria o momento para cumprir sua promessa e então enviou uma mensagem à vila real de Andeanque, em Airarate. Foi diante de Papa, que o exaltou muito e ordenou que fosse vestido com um manto de honra.
Glaces foi convidado para jantar com o rei e foi conduzido ao local onde o aguardava. Ao chegar, foi empurrado pelos soldados que portavam escudos e quando tentou pegar sua arma foi impedido por seu manto, que era muito grande. Os soldados o cercaram e o prenderam, levando-o à ponta do saguão real, onde o matariam. Papa protestou dizendo que o levassem à sala das vestes, para onde foi levado de mãos atadas. Glaces teria dito: "Diga ao rei, diga-lhe que sou digno de morte, mas convém a ele me matar no saguão, não no salão das vestes, que sujará sua coroa com sangue". Ao terminar, foi decapitado e sua cabeça foi colocada numa lança e erguida no saguão da corte. Fausto o descreveu como um homem grande e gentil com ossos grandes.